# Fortalesa circular vikinga
Les fortaleses vikingues, igualment conegudes sota el nom de Trelleborg, són forts circulars, d'una concepció particular, construïts pels escandinaus durant l'era vikinga. Tots els Trelleborgs coneguts tenen una forma rigorosament circular. Aquesta estructura pot ser parcialment envoltada per un baluard avançat però aquesta part de l'estructura no ha de ser forçosament circular.
L'any 2014, només es coneixien set fortaleses circulars vikingues: cinc són situades a Dinamarca, les altres són a Escània a la part sud de Suècia moderna. La majoria de les fortaleses conegudes daten del regnat d'Harald I de Dinamarca, mort l'any 986. El Trelleborg recobert pel castell de Borgeby ha estat datat voltants de l'any 1000, és doncs possible que hagi estat construït per aquest mateix rei.
Aquest tipus de fortificació ha estat nomenat segons el primer exemple descobert, Trelleborg a prop de municipi de Slagelse, excavat al final dels anys 1930. Tradicionalment, el nom Trelleborg ha estat traduït i explicat com « una fortalesa construïda per esclaus », perquè la paraula Thrall en vell danès significa esclau, la paraula danesa moderna és trael i borg significa fortalesa o ciutat. Però la paraula Trel (pl. Trelle) és igualment una explicació plausible i es refereix a les posts de fusta, cobrint els dos costats dels murs circulars de protecció.

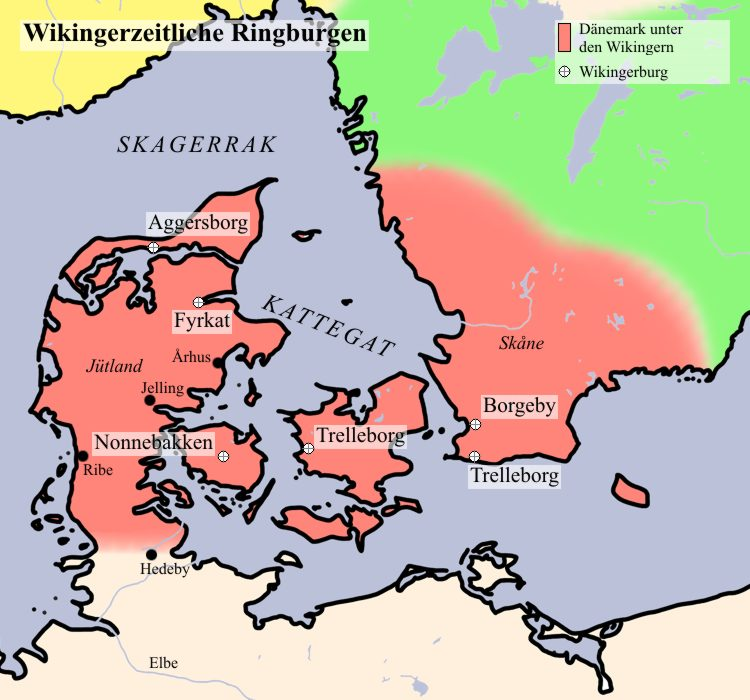
repartició de sis de les fortaleses circulars vikingues

- Trelleborg a prop de Slagelse, Dinamarca.
- Aggersborg a prop de Limfjord, Dinamarca.
- Borrering a prop de Køge, Zélande, Dinamarca[1],. Es va tractar de l'última fortalesa descoberta, registrada l'any 2014.[2][3]
- Fyrkat a prop de Hobro, Dinamarca.
- Nonnebakken a Odense, Dinamarca.
- Borgeby al nord de Lund, Escània, Suècia.
- Trelleborg a Trelleborg, Escàmia, Suècia.
- Rygge, Østfold, Noruega (59° 23′ 14″ N, 10° 42′ 22″ E).

| Nom                           | Diàmetre interior | Amplada del baluard | Nombre d'edificis | Longitud desbâtiments | Posició                            | any de descoberta | any de construcció |
| ----------------------------- | ----------------- | ------------------- | ----------------- | --------------------- | ---------------------------------- | ----------------- | ------------------ |
| Aggersborg                    | 240               | 11                  | 48                | 32,0                  | 56° 59′ 43,6″ N, 9° 15′ 17,8″ E    |                   | 980                |
| Borgeby                       | 150               | 15                  |                   |                       | 55° 45′ 05″ N, 13° 02′ 12″ E       |                   |                    |
| Borring (a prop de Køge)      | 122               | 10-11               |                   |                       | 55° 28′ 10,97″ N, 12° 07′ 19,01″ E | 2014 (1875)       |                    |
| Fyrkat                        | 120               | 13                  | 16                | 28,5                  | 56° 37′ 24″ N, 9° 46′ 14″ E        | 1950              | 980                |
| Nonnebakken a Odense          | 120               |                     |                   |                       | 55° 23′ 32,1″ N, 10° 23′ 17,35″ E  | 1953              | 980                |
| Trelleborg a prop de Slagelse | 136               | 19                  | 16 (30)           | 29,4                  | 55° 23′ 39″ N, 11° 15′ 55″ E       |                   | 981                |
| Trelleborg a Trelleborg       | 125               |                     |                   |                       | 55° 22′ 34″ N, 13° 08′ 51″ E       |                   |                    |

Contràriament a altres construccions circulars del període, els Trelleborg són construïts segons un pla estrictament geomètric i mesurat segons el peu romà. Els perfils en V dels fossats és un altre element manllevat als romans.
Totes les fortaleses són de concepció similar, « perfectament circulars amb portes obrint sobre els quatre punts cardinals, i un espai interior dividit en quatre zones on es trobaven grans cases bastides segons una planta quadrada ».
Malgrat les investigacions, cap paral·lel autèntic no ha pogut ser trobat a Europa. Hi ha tanmateix sobre les costes dels Països-Bas i a Bèlgica, algunes fortificacions circulars que presenten certs punts de semblança. D'altres forts similars poden ser trobats a Anglaterra. »Aquests són tanmateix anteriors a la conquesta romana de la Gran Bretanya cèltica i eren ja abandonats i arruïnats centenars d'anys abans de la construcció dels forts circulars vikings
Les datacions per dendrochronologie han permès establir que elstroncs utilitzats per a la construcció de Trelleborg, a prop de Slagelse, han estat abatuts a la tardor 980, la qual cosa podria posar la construcció de la fortalesa a la primavera 981. El temps de construcció relativament curt i l'absència total de tot signe de manteniment indiquen una utilització puntual i única dels edificis, de cinc a vint anys Les altres fortaleses circulars vikings han estat datades si fa no fa del mateix període El lloc de Fyrkat és potser una mica més antic, el d' Aggersborg, una mica més recent
Al voltant de 974, el rei danès Harald a la dent blava va perdre el control del Danevirke i de certes parts del Jutlàndia del Sud. El conjunt del complex de fortificacions, de ponts i de carreteres que han estat construïdes al voltant de 980 és considerat per alguns com obra d'Harald.
Una altra teoria és que els Trelleborgs eren camps d'entrenament per a les tropes utilitzades per Sven de la barba forcada en previsió del seu atac sobre Anglaterra (Sven i els seus homes varen saquejar Londres l'any 1013)
Aquests llocs han estat proposats l'any 2018 per a una inscripció al patrimoni mundial i figura a la « llista indicativa » de la UNESCO a la categoria patrimoni cultural.